# Festividad de Nuestra Señora del Carmen
La Festividad de Nuestra Señora del Carmen se celebra en la ciudad española de Chiclana de la Frontera y es una fiesta de gran tradición marinera, ya que la Virgen del Carmen es la Patrona de los marineros. Esta festividad está entre las siete fiestas principales de la ciudad de Chiclana de la Frontera y es la quinta fiesta por orden de fecha, celebrándose el 16 de julio, tras la Festividad de San Juan Bautista y anterior a la Festividad de Santa Ana.
La ciudad de Chiclana de la Frontera posee dos hermandades bajo la advocación mariana del Carmen. Una de ellas es la Virgen del Carmen Atunera, conocida así porque procesiona por el antiguo poblado almadrabero dedicado a la pesa del atún, el poblado de Sancti Petri. Actualmente sale en procesión desde la Capilla del Carmen, ubicada en la playa de la Barrosa, hasta Sancti Petri, donde la imagen de la Virgen procesiona en barco por las aguas de la playa de Sancti Petri y de la Barrosa, acompañada por numerosas embarcaciones que parten desde el puerto de Sancti Petri. Tras la procesión marinera tiene lugar el regreso a su capilla.
Por la noche procesiona la otra Hermandad del Carmen por las calles de Chiclana de la Frontera, concretamente en el barrio de La Banda, típica zona chiclanera que se encuentra en la otra orilla del Iro, que conserva una gran devoción mariana y cofrade. El punto de partida de la procesión terrestre de la Virgen del Carmen es la Parroquia de San Sebastián, ubicada en la misma orilla del río, junto al puente de Nuestra Señora de los Remedios (antiguo puente de Isabel II). La procesión discurre por su barrio, haciendo estación en el convento de las Hermanas de la Cruz, siendo uno de los momentos más solemnes y sublimes de todo el itinerario procesional. Las Hermanas de la Cruz le cantan una oración al paso de la procesión por la capilla del convento y tradicionalmente le lanzan pétalos de flores desde lo alto. La procesión continúa su recorrido, mientras una banda de música le interpreta marchas procesionales. Los balcones de las casas son decorados con mantones de Manila o banderolas y algunas personas devotas de la Virgen del Carmen instalan santuarios en sus puertas. Todos estos aspectos hacen que cada 16 de julio se viva con un especial fervor cofrade y religioso. La imagen de la Virgen del Carmen data del siglo XVII.
Tanto la Virgen del Carmen Atunera como la Virgen del Carmen de La Banda salen a la calle este mismo día. La primera procesiona por la mañana y en un ambiente más marinero y festivo; mientras la segunda procesiona por la noche y de una manera más solemne el día 16 de julio.
- Datos: Q5861372